# Cotes gourlayi
Cotes gourlayi là một loài bọ cánh cứng trong họ Anthicidae. Loài này được Werner & Chandler miêu tả khoa học năm 1995.